# Les 3 Éléphants
 (mai 2023).
Si vous disposez d'ouvrages ou d'articles de référence ou si vous connaissez des sites web de qualité traitant du thème abordé ici, merci de compléter l'article en donnant les références utiles à sa vérifiabilité et en les liant à la section « Notes et références ».

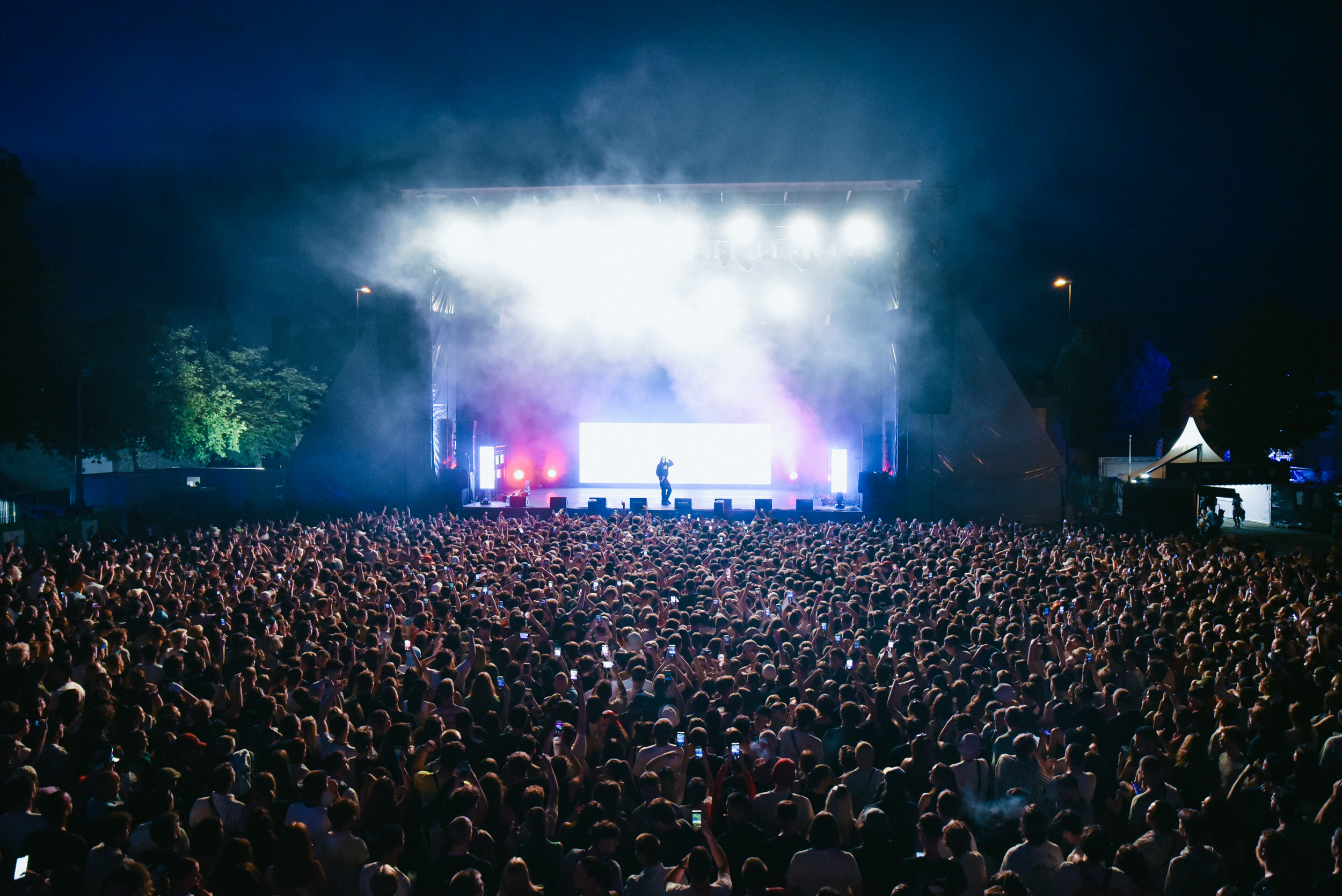
Les 3 éléphants 2022 - Laylow

Les 3 éléphants est un festival de musiques actuelles et d’arts de la rue qui investit le centre-ville de Laval (53) chaque année au mois de mai. Le festival a été créé en 1998 à Lassay-Les-Châteaux dans le nord de la Mayenne et se déroule dans le centre-ville de Laval depuis 2010 à destination d’un public plurigénérationnel et familial. Le festival est porté par l’association Poc Pok qui gère également la scène de musiques actuelles du 6PAR4 à Laval ainsi que Monte Dans L’Bus, temps fort jeune public dans Laval Agglomération.
Les 3 éléphants s’inscrit désormais comme l'un des premiers évènements musicaux du territoire. Reconnu pour la qualité et l’éclectisme de sa programmation[Par qui ?], le festival accueille chaque année plus de 30 000 festivaliers. Tous les ans, plus de 80 propositions artistiques investissent une vingtaine de lieux différents du centre-ville. Environ 60% des propositions artistiques sont gratuites.

## Historique

### 2022
Musique : Laylow • Juliette Armanet • NTO • Vitalic • Disiz • Squid • La Fève • Guy2Bezbar • Malik Djoudi • TV Priest • SUUNS • Bianca Costa • Aime Simone • Rouquine • English Teacher • Neue Grafik Ensemble • Dombrance • Flegon • Gwendoline • Lido Pimienta • Kalika • Gargäntua • Entropie • Rank-O • La Jungle • Mara • Mouse Party x Mehdi Maïzi avec Slimka & Chanceko • BabySolo33 • Brasier • Eesah Yasuke x BRÖ x Soumeya • Coline Rio • Soja Triani • Johannes • Alice HA • Nique La Radio • Zouz Machine
Arts de la rue : Cie Adhok • Cie Les P’tits Bras • Cie Typhus Bronx • Cie Dyptik • Cie Cirque Entre Nous • Cie Les Sœurs Goudron • Cie Les Dudes • Pierre Bonnaud & Cie • Cie Ernesto Barytoni • Cie Lapin 34 • Cie Tétrofort • Cie iN SiTU • Green Line Marching Band

### 2021
Arts de la rue : Cie Adhok  •  Cie Grand Colossal Théâtre • Cie Les Batteurs de Pavés • Cie Victor B • Bruital Cie • Cie Léandre • Cie Groupe Déjà •  Anima Cie • Cie Lejo • Cie TNT Shows • Cie DBK
Installations : Grand Géant • Archi Combi • Chat • El’vis & Co.
Expositions : Expo au jardin de la Perrine • Expo en ville